# Pealius azaleae
Pealius azaleae är en insektsart som först beskrevs av Baker och Moles 1920.  Pealius azaleae ingår i släktet Pealius och familjen mjöllöss. Inga underarter finns listade i Catalogue of Life.